# Lê Minh Sơn
Lê Minh Sơn (sinh ngày 19 tháng 12 năm 1975 tại Yên Nghĩa, Hà Đông, Hà Nội) là nhạc công, nhạc sĩ Việt Nam và là con trai nhạc sĩ Lê Minh Châu. Anh tốt nghiệp Nhạc viện Hà Nội với hạng xuất sắc và từng tu nghiệp tại Pháp. Âm nhạc của anh gắn bó với dòng nhạc dân gian, cùng hình ảnh ruộng, vườn, ao, chuôm, cánh cò, đồng lúa, được thể hiện qua những tác phẩm đậm đà bản sắc Việt, tuy mang âm hưởng của dân ca nhưng vẫn đậm chất hiện đại với những ngôn từ được đánh giá là mang tính độc đáo. Ngoài ra, Lê Minh Sơn còn là nghệ sĩ đã giành được 4 đề cử, 1 giải Cống hiến.
Năm 2004, Lê Minh Sơn tìm được đồng cảm âm nhạc với ca sĩ Thanh Lam, mở đầu cho những hợp tác âm nhạc tạo nhiều ấn tượng mạnh cho giới thính giả. Album Ru mãi ngàn năm của ca sĩ Thanh Lam do anh biên tập được bầu chọn là "Album của năm 2004". Anh được bình chọn là nhạc sĩ của năm 2004, đoạt Giải cống hiến do báo Thể thao Văn Hóa bình chọn. Năm 2005, anh đạt giải Bài hát của năm, giải quan trọng nhất của Bài hát Việt do Đài truyền hình Việt Nam tổ chức, bên cạnh đó là giải Bài hát dân gian đương đại nổi bật vào năm 2006.
Các ca khúc của Lê Minh Sơn góp phần là bước ngoặt đưa ca sĩ Tùng Dương đến thành công ở thể loại dân gian đương đại trong cuộc thi Sao Mai điểm hẹn, được chọn làm chuỗi bài hát mở đầu liveshow đầu tiên trong sự nghiệp ca hát của Tùng Dương. Lê Minh Sơn cũng từng là giám khảo một số cuộc thi và chương trình âm nhạc trong nước. Ngoài ra, anh còn là một nghệ sĩ hay xuất hiện trên báo với những phát ngôn đầy chất "ngông" và gây sốc.

## Sự nghiệp âm nhạc
Lê Minh Sơn được sống trong môi trường âm nhạc từ nhỏ. Ba tuổi đã được bố đàn cho nghe ca khúc đầu tiên, hát theo những nốt nhạc. Năm tuổi biết chơi đàn ghi ta. Tám tuổi chính thức theo học Nhạc viện Hà Nội. Năm 11 tuổi, Lê Minh Sơn bắt đầu sáng tác những ca khúc đầu tay.
Anh tốt nghiệp Nhạc viện Hà Nội năm 1999 với hạng xuất sắc và từng tu nghiệp tại thành phố Tours, Pháp, sau đó trở về làm giảng viên trường Cao đẳng Nghệ thuật Hà Nội.
Năm 2004, anh cho ra đời album "Nắng lên" với mức chi phí đầu tư cho dàn nhạc đệm cao. Riêng ca khúc "Ôi! Quê tôi" được đầu tư phối khí 3 dàn giao hưởng, dàn nhạc dây, dàn nhạc dân tộc kết hợp đội trống của nhà hát Nhạc nhẹ Trung ương. Do đó, album được đánh giá là tương đối cao giá so với thị trường chung và chỉ được phát hành ở con số 5.000 bản. Lê Minh Sơn cho biết album này là tâm huyết của anh và ca sĩ Thanh Lam. Cũng trong năm 2004, anh tham biên tập cho các album của Thanh Lam, bao gồm "Ru mãi ngàn năm" và "Này em có nhớ" với nội dung thể hiện là các ca khúc nhạc Trịnh. Trong đó, "Ru mãi ngàn năm" được bầu chọn là "Album của năm 2004". Đây cũng là năm anh được bình chọn là nhạc sĩ của năm, đoạt giải cống hiến do báo Thể thao Văn Hóa bình chọn.
Năm 2005, album "Guitar cho ta" ra đời, trong đó gồm 4 ca khúc thể hiện qua giọng ca Tùng Dương, Thanh Lam, Đăng Dương và bốn bản hòa tấu do chính tác giả trình diễn theo phong cách flamenco sau khoảng 10 năm đeo đuổi dòng nhạc này. Cũng trong năm 2005, ca khúc "À í a" do anh sáng tác - với sự trình diễn của ca sĩ Trọng Tấn - đạt giải Bài hát của năm, giải quan trọng nhất của Bài hát Việt.
Năm 2006, ca khúc "Giếng làng" do anh sáng tác đạt danh hiệu Bài hát dân gian đương đại nổi bật của năm tại Giải thưởng Bài hát Việt.
Năm 2009, sau nhiều dự án âm nhạc gây tiếng vang giữa sự hợp tác Thanh Lam - Lê Minh Sơn, album "Nơi bình yên" tiếp tục ra đời với sự góp mặt 5 ca khúc do anh sáng tác, bên cạnh hai ca khúc xưa của nhạc sĩ Dương Thụ. Ca khúc chủ đề "Nơi bình yên" của anh gửi gắm những tâm sự về tình yêu, về sự bình yên bên cạnh những câu chuyện buồn nhẹ nhàng xuyên suốt CD với quan điểm bày tỏ rằng: "cuối cùng, nếu những gì đẹp đẽ ta không biết giữ lại cho nhau, thì dù có yêu thắm thiết, khi tình yêu đi qua, thậm chí có người chẳng thèm nhìn mặt nhau".
Năm 2010, Lê Minh Sơn ra mắt album "Một khúc sông Hồng" gồm tám ca khúc được đánh giá là mang đậm nét dân dã Hà Nội, với có mặt của ca sĩ Thanh Lam, Tùng Dương, Ngọc Khuê và một số ca sĩ khác. Trước đó một năm, Lê Minh Sơn đã tổ chức một đêm liveshow cùng mang tên "Một khúc sông Hồng" tại Nhà hát Lớn Hà Nội. Đây là một đêm diễn với sân khấu đơn giản, không có người dẫn chương trình, chỉ có âm nhạc, lời ca cùng những tâm sự của nhân vật chính nhưng đã nhận được thành công lớn từ sự ủng hộ của khán giả. Ngày 4 tháng 7 năm 2010, anh tổ chức chương trình "Con đường âm nhạc tháng 7" mang tên "Nét Việt" tại Cung văn hóa hữu nghị Hà Nội. Chương trình ban đầu dự đinh lấy tên "Nét quê", nhưng Lê Minh Sơn đã đổi lại với vì với sở trường nhạc đậm chất quê, anh "tự ví mình là một nét Việt trong bức tranh toàn cảnh âm nhạc nước nhà". Đây là một đêm diễn không có khách mời, không phát biểu, không khoảng ngừng với gần 20 nhạc khúc được trình bày liên tục, được phát trực tiếp trên sóng đài truyền hình quốc gia. Ngoài ra, Lê Minh Sơn còn là trưởng ban giám khảo cuộc thi "Tiếng hát học sinh, sinh viên Hà Nội 2010".
Ngày 28 và 29 tháng 10 năm 2011, tại Nhà hát Lớn Hà Nội, anh tổ chức liveshow mang tên "Ôi quê tôi". Ngày cuối cùng của năm 2011, nhằm kỷ niệm năm tuổi, Lê Minh Sơn cho ra đời album nhạc không lời guitar "À í a" gồm bảy ca khúc do anh sáng tác và biểu diễn. Anh cho biết thời gian chuẩn bị cho album này là bốn năm. Đây cũng là năm Lê Minh Sơn tham gia làm giám khảo cuộc thi Cặp đôi hoàn hảo.
Năm 2019, với trăn trở về tình trạng vi phạm bản quyền các tác phẩm âm nhạc tại Việt Nam trên môi trường internet, Lê Minh Sơn thành lập công ty Bản quyền âm nhạc trực tuyến MCM (Music Copyright Management Online JSC). Bằng việc áp dụng giải pháp truy vết và bảo vệ bản quyền, MCM hướng tới cung cấp các dịch vụ chính là Ủy quyền bảo vệ và phân phối giúp  các nhạc sĩ, tổ chức sở hữu bản quyền có thể hợp tác, trở thành đối tác của MCM để  bảo vệ, quản lý và minh bạch khai thác kinh doanh các bản nhạc trên Internet. Xây dựng kho nhạc được bảo vệ bản quyền cho các tổ chức và cá nhân. MCM cũng đưa ra giải pháp công nghệ "Đánh dấu tác phẩm", giúp các nhà sản xuất có thể miễn phí đánh dấu tất cả các bản ghi, tác phẩm âm nhạc, sách nói, podcast nhằm định danh tác phẩm cho từng đơn vị phân phối nhạc. Dựa vào đó có thể biết được tác phẩm này được phân phối bởi chuỗi các đơn vị nào nhằm chỉ rõ được các website lấy lậu tác phẩm hoặc sử dụng tác phẩm không có bản quyền.
Năm 2022, Lê Minh Sơn ra mắt đia CD- Yêu suốt cả đời- với ca từ và phong cách nhẹ nhàng nhưng cũng tràn đầy sâu lắng. Mỗi bài hát trong CD này không chỉ để nghe, mà còn truyền tải tâm tư, nỗi niềm đau đáu và thiết tha yêu cuộc sống, tự nhiên len lỏi vào lòng người, thôi thúc con người thay đổi, làm cho cuộc sống tốt đẹp hơn.

## Danh sách đĩa nhạc
| Album phòng thu - Guitar cho ta - với Thanh Lam, Đăng Dương, Tùng Dương và Son Flamenco Band (2005) - Giếng làng - với Thanh Lam (2007) - Một khúc sông Hồng - với Thanh Lam, Tùng Dương, Ngọc Khuê, Hoàng Quyên và Hà Linh (2010) - Guitar à í a với Hà Linh (2011) - Tình: Yêu suốt cả đời! - với Phong Huyền, Thanh Lam, Tùng Dương, Lê Anh Dũng, Minh Chuyên, Viết Nguyễn và Huy Hoàng (2022) Album sản xuất, biên tập và hòa âm - Ru mãi ngàn năm (2004) (Thanh Lam) - Bên bờ ao nhà mình (2004) (Ngọc Khuê) - Nắng lên (02/2005) (Thanh Lam) - Chạy trốn (07/2005) (Tùng Dương) - Em và đêm (2005) (Thanh Lam) - Thanh Lam - Trọng Tấn (2006) - Sau cơn mưa (2007) (Khánh Linh) - Nơi bình yên (2009) (Thanh Lam) - Cửa thơm mùi nắng (2014) (Hoàng Quyên) - Lê Khoa hát Lê Minh Sơn (2018) |

## Buổi biểu diễn
1. "Đêm Lê Minh Sơn"
2. "Một khúc sông Hồng" (2009)
3. "Nét Việt" (07/2010)
4. "Guitar cho ta" (01/2011)
5. "Ôi quê tôi" (10/2011)
6. "Cửa thơm mùi nắng" (2014)
7. "Quyên 23" (2015)

## Gia đình
Lê Minh Sơn đã lập gia đình và có hai con trai.

## Học trò
- Lê Thiện Hiếu
- Tia Hải Châu
- Lộn Xộn
- Jak Nguyễn
- Bùi Caroon
- Trần Khánh Ly
- Ngô Minh Nhàn
- Bùi Khánh An
- Nguyễn Phương Anh